# Brandon Hill Park
Brandon Hill Park är en park i Storbritannien. Den ligger i staden Bristol och riksdelen England, i den södra delen av landet, 170 km väster om huvudstaden London. Brandon Hill Park ligger 63 meter över havet.
Terrängen runt Brandon Hill Park är huvudsakligen platt, men åt sydväst är den kuperad.Runt Brandon Hill park är det mycket tätbefolkat, med 1 632 invånare per kvadratkilometer. Närmaste större samhälle är Bristol, 0,74 km öster om Brandon Hill Park. Runt Brandon Hill Park är det i huvudsak tätbebyggt.